# Learning to Fly (песен на „Пинк Флойд“)
Learning to Fly е песен на британската прогресив рок „Пинк Флойд“, написана от Дейвид Гилмор, Антъни Мур, Боб Езрин и Джон Карин и издадена като първи сингъл от техния тринадесети студиен албум A Momentary Lapse of Reason (1987). Тя достига до № 70 в „Билборд Хот 100“ и № 1 в „Билборд Албум Рок Тракс“ през септември 1987 г., и остава 3 последователни седмици на челната позиция през есента на същата година. Междувременно песента не успява да се класира в официалния топ 40 на британската класация за сингли, но от друга страна, в Испания достига до № 1.
Песента редовно се изпълнява на живо по време на двете турнета на групата след напускането Роджър Уотърс, като китаристът Тим Ренуик свири китарните сола на песента (въпреки че Дейвид Гилмор свири солото в студийната версия на песента). Версия на живо е включена в Delicate Sound of Thunder и Pulse.
Музикалното видео е режисирано от Сторм Торгерсън, дългогодишен сътрудник на „Пинк Флойд“, който изработва много от обложките на албумите им и е заснет в планина в Кананаскис, близо до Канмор, разположена на около 50 до 75 км западно от град Калгари, Алберта по време на репетициите за турнето на групата в подкрепа на албума A Momentary Lapse of Reason.

## Списък с песните
1. Learning To Fly (Дейвид Гилмор, Антъни Мур, Боб Езрин и Джон Карин) – 4:22
2. One Slip (Дейвид Гилмор и Фил Манзанера) – 4:00
3. Terminal Frost (Дейвид Гилмор) – 6:18
4. Terminal Frost (Дейвид Гилмор) – 6:02

## Музиканти

### „Пинк Флойд“
- Дейвид Гилмор – основни вокали и електрическа китара
- Ник Мейсън – барабани

### Допълнителни
- Джон Карин – синтезатор
- Ричард Райт – клавиши и задни вокали
- Боб Езрин – секвенсер и перкусии
- Тони Левин – бас китара
- Стив Форман – перкусии
- Дарлийн Колденхейвън – задни вокали
- Кармен Туили – задни вокали
- Филис Сейнт Джеймс – задни вокали
- Дони Джерард – задни вокали